# Erhan Mašović
Erhan Mašović (Servisch: Ерхан Машовић) (Novi Pazar, 22 november 1998) is een Servisch voetballer die bij voorkeur als centrale verdediger speelt. Hij stroomde in 2015 door vanuit de jeugd van FK Čukarički.

## Clubcarrière
Mašović tekende begin 2016 zijn eerste profcontract bij FK Čukarički, de club waar hij zijn jeugdopleiding genoot. Op 27 februari 2016 maakte de Servisch meervoudig jeugdinternational zijn opwachting in de Servische Superliga tegen FK Radnik Surdulica. Zijn eerste basisplaats volgde op 6 maart 2016 tegen FK Javor Ivanjica. In zijn debuutseizoen kwam de verdediger tot een totaal van elf competitieduels.
In mei 2017 tekende hij een contract voor vier jaar bij Belgische eersteklasser Club Brugge. In het seizoen 2018/19 werd Mašović uitgeleend aan AS Trenčín.

## Statistieken
| Seizoen | Club         | Land               | Competitie         | Competitie | Competitie | Beker | Beker | Supercup | Supercup | Internationaal | Internationaal | Totaal | Totaal |
| Seizoen | Club         | Land               | Competitie         | Wed.       | Dlp.       | Wed.  | Dlp.  | Wed.     | Dlp.     | Wed.           | Dlp.           | Wed.   | Dlp.   |
| ------- | ------------ | ------------------ | ------------------ | ---------- | ---------- | ----- | ----- | -------- | -------- | -------------- | -------------- | ------ | ------ |
| 2015/16 | FK Čukarički | Vlag van Servië    | Superliga          | 11         | 0          | 0     | 0     | —        | —        | 0              | 0              | 11     | 0      |
| 2016/17 | FK Čukarički | Vlag van Servië    | Superliga          | 23         | 0          | 1     | 0     | —        | —        | 2              | 0              | 26     | 0      |
| 2017/18 | Club Brugge  | Vlag van België    | Jupiler Pro League | 0          | 0          | 0     | 0     | —        | —        | 0              | 0              | 0      | 0      |
| 2018/19 | → AS Trenčín | Vlag van Slowakije | Fortuna Liga       | 15         | 0          | 1     | 0     | —        | —        | 1              | 0              | 17     | 0      |
| Totaal  | Totaal       | Totaal             | Totaal             | 49         | 0          | 2     | 0     | 0        | 0        | 3              | 0              | 54     | 0      |

## Erelijst
| Landskampioen België | 1x | 2017/18 |

## Interlandcarrière
Mašović kwam reeds uit voor diverse Servische nationale jeugdelftallen. In 2015 debuteerde hij in –21